# Massaman curry

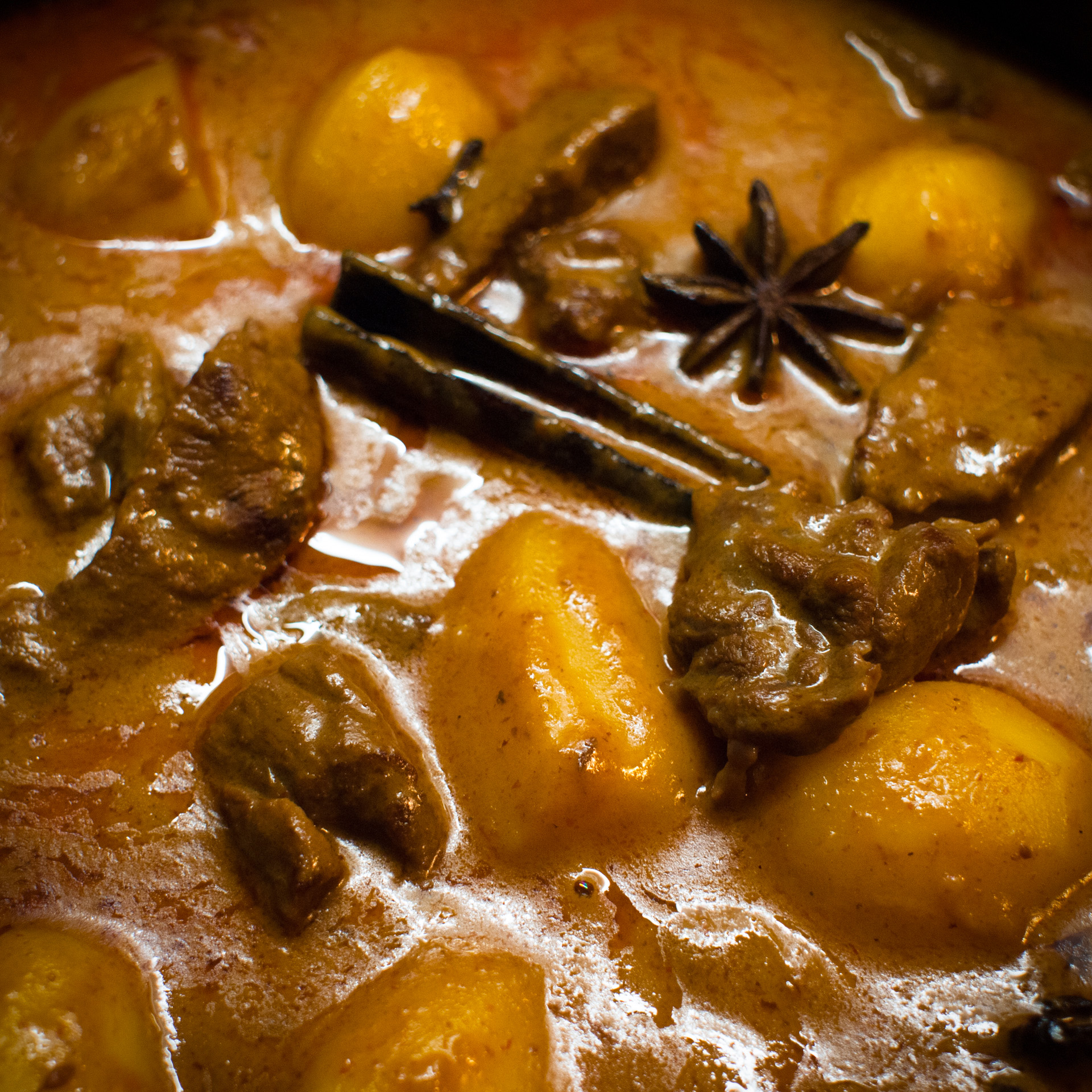
Hovězí massaman curry

Massaman curry (také Kaeng matsaman;  poslech) je pokrm thajské kuchyně, který má podobu omáčky s kousky masa. Podává se jako zimní sytivé jídlo. Server CNNGo ho vyhlásil v roce 2011 nejchutnějším jídlem světa.
Massaman curry znamená doslova „muslimské kari“. Název pochází z toho, že kromě tradičních thajských ingrediencí (tamarind indický, voňatka citronová, chilli papričky, koriandr setý) se v receptu používá koření, které do Thajska přiváželi muslimští obchodníci z Indie a Sundských ostrovů (skořice, hřebíček, badyán, kardamom). Recept pochází už z doby království Ajutthaja. Král Rama II. dokonce napsal milostnou báseň, v níž zmiňuje tento lahodný pokrm.
Z koření, chilli papriček, šalotky, česneku, koriandru, galangalu a krevetové pasty se připraví pasta (dá se také koupit jako polotovar), která se krátce orestuje a pak vaří v kokosovém mléce, postupně se přidává nakrájené maso (hovězí, skopové nebo kuřecí), brambory, arašidy, palmový cukr a rybí omáčka a vše se dusí doměkka. Podává se s rýží.